# Berlaimont

Berlaimont este o comună în departamentul Nord, Franța. În 1 ianuarie 2022 avea o populație de 3.169 de locuitori.